# Алекси Шмид
Алекси Шмид (Кројцлинген, 27. октобар 1996) швајцарски је пливач чија специјалност су трке слободним стилом.

## Спортска каријера
Шмид је дебитовао на међународној сцени на европском јуниоском првенству у Познању где је пливао у штафетним тркама 4×200 слободно и 4×100 слободно у миксу. Годину дана касније на истом такмичењу у Дордрехту осваја шесто место у финалу трке на 50 метара делфин стилом.
Прво велико такмичење у сениорској конкуренцији на ком је наступио је било европско првенство у Лондону 2016, а најбоље резултате остварио је у штафетним тркама.
Следеће велико такмичење на ком је учествовао је било светско првенство у корејском Квангџуу 2019. где је наступио у једној појединачној (50 делфин, 51. место) и две штафетне трке (19. место на 4×100 слободно и 12. позиција на 4×200 слободно).